# Източен фронт (Първа световна война)
Вижте пояснителната страница за други значения на Източен фронт.
Източен фронт е един от главните фронтове с военни действия през Първата световна война, сцена на редица решителни сражения между силите на Русия и Румъния от една страна и тези на Централния съюз от друга.
В първите месеци на войната имперската руска армия опитва инвазия в Източна Прусия, но е победена от германците в битката при Таненберг. Същевременно Русия успешно навлиза в Галиция, след като разбива силите на Австро-Унгария там. В района на Полското кралство германците опитват да превземат Варшава през октомври 1914, но не успяват. През 1915 г. обаче германската и австро-унгарската армии напредват, нанасяйки тежки поражения на Русия в Галиция и в Мазурското сражение, принуждавайки руската армия да премине в отстъпление. Великият княз Николай е заменен от самия цар на поста главнокомандващ на армията. Няколко поредни руски офанзиви срещу Германия се провалят. Успешна руска операция срещу Австро-Унгария провежда генерал Брусилов.
Кралство Румъния влиза във войната през август 1916, след като Антантата ѝ обещава Трансилвания (тогава част от Австро-Унгария). Румънската армия нахлува в Трансилвания и първоначално бележи успех, но е принудена да спре, а след това отблъсната от германската и австро-унгарската армия, когато България атакува в южната част на страната. Междувременно в Русия избухва Февруарската революция през февруари 1917. Цар Николай II е принуден да абдикира и е създадено Временно правителство, начело с Георги Лвов, заместен по-късно от Александър Керенски.
Новосформираната Руска република продължава участието си във войната на страната на Антантата до октомври 1917 г. Керенски инициира една офанзива през юли, но нейният провал причинява колапс в руската армия.
Трупащото се изтощение от тригодишната война води до избухването в Русия на Октомврийската революция и установяването в нея на Съветска власт. Новото правителство е принудено да търси примирие и започне приготовления за сключване на окончателен мирен договор. На 8 февруари 1918 година държавите от Централния съюз сключват Брест-Литовския мирен договор с Украинската народна република, а на 3 март и този със Съветска Русия. По силата на постигнатото съгласие от бившата Руска империя се откъсват значителни територии, включително икономически значимата Украйна. Останала без подкрепа и в тежко положение на изолация Румъния подписва Букурещкия мирен договор от 7 май 1918, с което излиза от войната. По силата на договора на Австро-Унгария се отстъпват карпатските проходи, Южна Добруджа е върната на България с допълнителна поправка на границата на север, а в Северна Добруджа е установен кондоминиум на четирите държави от Централния съюз.
След сключването на договорите Централните сили продължават да задържат значителна част от военните си сили на изток до самия край на войната, въпреки влошаващото се положение по другите фронтове, защото под тяхна окупация попадат обширни области, обхванати от политически безредици.

## География
Политико-географските особености на простиращия се от Балтийско море до Черно море фронт го правят най-големия териториално – той надминава почти четири пъти по дължина Западния фронт. Именно огромният му размер, съчетан с равнино-хълмистия му характер, предоставя възможност за широкомащабни операции с големи военни сили и обуславя по-подвижния характер на военните действия в сравнение с тези на Западния фронт.
За времето на съществуването си, от 1914 година до 1918 година, фронтът обхваща значителни територии от Централна и Източна Европа, включително цялата западна погранична област на Руската империя, Източна Прусия, Галиция и части от Силезия. Най-общо границите на тази обширна територия на интензивни военни действия се очертават на запад – от течението на река Висла и крепостите Данциг, Торун, Познан, Бреслау и Краков; на юг – от Карпатите, границите на Румъния и Черно море; на изток – от линията Петербург – Великие Луки – Смоленск – Гомел – Киев и Днепър; на север – от Балтийско море. В началото на войната дължината на фронта от Балтийско море до руско-румънската граница е около 850 до 900 км, но с намесата на Румъния във войната той се удължава до над 1600 километра. Тази особеност предопределя и по-ниската плътност на войските на Източния фронт, което прави възможността да се преодолее защитната линия на някоя от враждуващите страни по-голяма от тази на запад. Липсата на добре развити пътна и железопътна мрежа на изток прави по-трудно придвижването на войски към застрашени или пробити участъци от фронта. От друга страна, лошото състояние на транспортната мрежа и суровите зими често пречат на цялостното осъществяване на бързи и решителни настъпления.
Военните действия на изток, освен на обширна територия, се водят и при преобладаващо равнинен релеф, което благоприятства разгръщането на големи военни подразделения, като всяка от воюващите страни разполага в този голям район и с редица първокласни крепости, на които армиите могат да се опрат при отбрана или настъпление.

## Приготовления и планове на противниците

### Австро-Унгария
Австро-унгарският генерален щаб се подготвя за възможна война още от времето на сключване на Двойният съюз с Германия. Поради географското положение на Австро-Унгария и заобиколеността ѝ от множество потенциални врагове, щабът под началството на Франц Конрад фон Хьотцендорф не е в състояние да изработи един универсално валиден план за военни действия, а вместо това трябва да разгледа различни възможности и да разработи редица варианти. В резултат са разработени планове за война със Сърбия и за война с Русия и Сърбия – тъй наречените План Б и План Р. За осъществяването им щабът разделя австро-унгарските сили на три групи – една за операции срещу Сърбия (8 пехотни дивизии), една срещу Русия (28 пехотни и 10 кавалерийски дивизии) и една трета (12 пехотни и 1 кавалерийска дивизия), служеща като резерв с цел да засили някоя от другите две групи в зависимост от скоростта на евентуалната руската мобилизация и задействания план. Осъществяването им е поставена в силна зависимост от австро-унгарската железопътна мрежа, която отстъпва в редица отношения на немската. Самите планове нямат коалиционен характер и не са съобразени с германския план за операции. Макар че разговори между австро-унгарския генерален щаб и германския генерален щаб са се водили няколко пъти през миналото, дори през юли 1914 година двата щаба остават в почти пълно неведение за плановете си. Едва на 1 август фон Хьотцендорф разбира, че не може да разчита на сериозна помощ от страна на Германия за съвместно настъпление в Полша и че в началото на конфликта главната тежест на сблъсъка с Русия трябва да бъде понесена от Австро-Унгария.
Характерната черта на армията на двойната монархия е нейната етническа пъстрота – 25% от състава ѝ са германци, 20% унгарци, 13% чехи, 4% словаци, 9% сърбохървати, 8% поляци, 8% русини, 7% румънци, 2% словенци и 1% италианци. Тази амалгама от различни етноси се ръководи от офицерски корпус, състоящ се в по-голямата си част от германци, които представляват над три четвърти от състава му (76%), следвани от унгарците (10,7%) и чехите (5,2%). Езикът на командването е немският, но в различните полкове за официални е възможно да са признати и други (т.нар. Regimentsprache). Повечето батальони имат поне два признати езика, а някои три или четири. Броят на едноезичните независими части в армията е 142 (от 329), а от тях частите, в които немският е единствен език, са 31 (12 пехотни полка, 12 артилерийски полка, 3 кавалерийски полка и четири егерски батальона). В 163 части се използват два езика, а други в 24 три или повече.
Общо в навечерието на войната империята разполага с около 3 милиона военнообучени, като в мирно време армията ѝ се състои от 36 000 офицери и 414 000 войници. При мобилизация мирновременната армия се разширява до над 2 милиона души, като монархията разполага с още 1 милион в ерзац и ландщурм части. Въпреки това Австро-Унгария е в състояние да изкара на бойното поле действаща армия от 48 пехотни дивизии, 2 ландщурм дивизии, 11 кавалерийски дивизии и 36 самостоятелни бригади – сила, която е равна на приблизително половината от тази на германската или френската армия.

### Германия
Централното географско положение на Германия в европейския континент я натоварва със сложната задача да води война на два фронта. Тази стратегическа дилема заема вниманието на германския генерален щаб още от края на Френско-пруската война и самото раждане на империята. Привидно решение на проблема е формулирано в т.нар. „План Шлифен“, според който Германия трябва да съсредоточи почти цялата си армия си за бързо настъпление срещу Франция с цел решителното и разгромяване, докато в Източна Прусия първоначално трябва да се премине към стратегическа отбрана. Германците се надяват на изток Австро-Унгария, чрез настъпление в Полша, да поеме тежестта на войната с бавно мобилизиращата се Русия, поне докато разгромът на Франция не позволи прехвърлянето на силите им от единия на другия фронт. Тези надежди обаче не се основават върху ясно договорени срокове за мобилизация или развръщане на войските в точно определени райони, поради което между двата коалиционни партьора съществува разминаване относно очакванията им до самото начало на войната.

### Русия
Обединението на Германия под предводителството на Прусия води до възникването на една нова велика сила, но и мощен потенциален руски противник, разположен на западна граница на Руската империя. Това привлича вниманието на руското правителство и висши военни, като още от 1873 година те започват да изготвят проекти за военни действия срещу коалиция от европейски държави. Начало на планомерната подготовка за война срещу коалиция от Австро-Унгария и Германия се поставя с представянето на съображенията на бъдещия началник-щаба на руската армия генерал Николай Обручев за изготвянето на военен план срещу двете държави през 1880 година. В последвалите десетилетия биват изготвени редица планове и мобилизиционни разписания.
Последният план изготвен и окончателно разработен до началото на войната е т.нар. Мобилизационно разписание № 19 от 1910 година и за последно изменен през май 1912 година. Планът е разработен в два варианта – „А“ и „Г“. Първият от тях предвижда съсредоточаване и нанасяне главния удар върху Австро-Унгария, в случай че Германия съсредоточи основните си сили срещу Франция, като едновременно с това се предвижда и атака срещу Източна Прусия, но с по-малки сили и с цел да се привлекат германски сили от Западния фронт. Вариант „Г“ предвижда по-голямата част от руските сили да се използват срещу Германия, ако последната съсредоточи своите главни сили на руската граница.
Руската армия по това време се намира в период на реформа вследствие на загубата на войната с Япония през 1905 година. Макар и излезнала от тази война с пострадала репутация, армията остава една от малкото в Европа със сравнително скоро добит широк боен опит. В мирно време руската армия от 114,5 пехотни дивизии и близо 1,4 милиона войника е най-голямата сред армиите на Великите сили. Именно неизчерпаемият човешки ресурс остава най-голямата сила на Русия, като това ѝ позволява да мобилизира армия от над 5 милиона войници, но също създава донякъде преувеличената представа за империята като „парен валяк“ способен да смаже всеки враг.
Въпреки огромния си размер армията продължава да страда от редица слабостти най-вече поради изостаналата в развитието си инфраструктура, която не позволява на Русия да се възползва бързо от численото си превъзходство. Опити да се подобри състоянието на железопътната мрежа се правят непрекъснато и капацитетът ѝ се увеличава през 1914 до степен, позволяваща ежедневно към западните предели на страна да бъдат изпращани 360 влака на ден. Това води до скъсяване във времето за мобилизация, но въпреки това страната продължава значително да отстъпва в това отношение спрямо останалите държави. Така през 1913 година на 100 квадратни километра руска земя се пада 1 километър железен път, докато в Австро-Унгария този показател е 7 километра, а в Германия 12 километра. Към това трябва да се прибави и недостига на 2 хил. локомотива и 80 хил. вагона, необходими да обслужват жп система, която в 3/4 от своята част продължава да се състои от единични линии.
С цел да не се допусне прекалено голямо разрастване на пехотата по отношение на другите клонове на армията, се обръща специално внимание на артилерията и превъоръжаването ѝ с новите 76-мм скорострелно оръдие, 122-мм и 152-мм гаубици, като през 1913 година е поставена цел до 1917 година да се увеличи общият броя на оръдията в армията до 8358 единици. Така през 1914 година на 1 оръдие в руската армия се падат 200 войника, но същото съотношение в германската и австро-унгарската армия е 1 към 135.

## Начало на военните действия

### Съсредоточаване

#### Централните сили
При започването на войната Германия разгръща съгласно „Планът Шлифен“ седем от своите армии на Западния фронт, а на изток остава 8-а армия, която е натоварена със защитата на Източна Прусия. Тази армия е поставена под началството на генерал-полковник Максимилиан фон Притвиц и се състои от четири корпуса (1-ви, 20-и, 17-и и 1-ви резервен – общо 8 пехотни дивизии), 3-та резервна дивизия, 5-а ерзац дивизия, 1-ва ландверна дивизия, две отделни ландверни бригади и 1-ва кавалерийска дивизия. Общо немските сили в Източна Прусия, включително гарнизонните части, достигат около 192 батальони, 95 ескадрони и над 1000 оръдия т.е. над 200 000 войници.
На 25 юли 1914 година император Франц Йосиф подписва заповед за частична мобилизация, насочена срещу Сърбия. За операции на Балканите се съсредоточават 5-а и 6-а армия, като на 2-ра армия, която играе ролята на общ резерв, също е наредено да се насочи на юг. За главнокомандващ тези сили е назначен ерцхерцог Фридрих. На 28 юли империята обявява война на Сърбия, което предизвиква мобилизацията на Русия един ден по-късно. Въпреки този обезпокоителен знак и подканванията от страна на Германия, Австро-Унгария обявява обща мобилизация за война срещу Русия едва на 31 юли, като за първи мобилизационен ден е посочен 4 август. Ерцхерцог Фридрих е издигнат до поста на главнокомандващ цялата армия, а началник-щаб на армията остава Франц Конрад фон Хьотцендорф. Конрад нарежда 2-ра армия да се насочи на север към Галиция, но поради стриктните графици на железниците това се оказва неизпълнимо. Така армията е принудена да завърши своето превозване до границата със Сърбия и едва след това да започне пътешествието си към Галиция.
В резултат основното ядро на австро-унгарските сили в Галиция се формира от три армии – 1-ва армия, под командването на генерала от кавалерията Виктор Данкъл, се състои от три армейски корпуса (1-ви, 5-и и 10-и) с общо 9 пехотни дивизии и 2 кавалерийски дивизии; 4-та армия, под командването на генерала от пехотата Мориц Ауфенберг, се състои от четири армейски корпуса (2-ри, 6-и, 9-и и 17-и) с общо 9 пехотни дивизии и 2 кавалерийски дивизии; 3-та армия, под командването на генерала от кавалерията Рудолф Брудерман, се състои от два армейски корпуса (11-и и 14-и) с общо 6 пехотни дивизии и 3 кавалерийски дивизии. Тези сили се допълват от армейската група на генерала от кавалерията Хайнрих Кумер, състояща се от две ландщурм дивизии и една кавалерийска дивизия, както и постепенно пристигащата 2-ра армия на генерала от кавалерията Едуард фон Бьом-Ермоли, състояща се от четири армейски корпуса (12-и, 13-и, 7-и и 4-ти) с общо 13 пехотни дивизии и 3 кавалерийски дивизии. Общо Австро-Унгария разгръща в Галиция 819 батальона (включително ландщурм, маршеви и гарнизонни части), 384 ескадрона, 380 батареи (2076 оръдия) и 1234 картечници, достигащи обща численост около 1 милион войници, което съставлява над 70% от първоначално мобилизираната действаща армия от 1,4 милиона войници (1094 батальона, 425 ескадрона, 483 батареи, 2610 оръдия и 1582 картечници).
Закъснялато обявяване на обща мобилизация в крайна сметка води до загубата на едно от основните предимства на австро-унгарската армия над руската.

#### Русия
След обявяването на обща мобилизация на 31 юли 1914 година за главнокомандващ руската армия е назначен великият княз Николай Николаевич с началник-щаб на армията генерал-лейтенант Николай Янушкевич. Общо мобилизирани са девет полеви армии – шест са предвидени за началните операции срещу Централните сили, една се формира около Варшава, а останалите две остават съответно около Петербург и в Бесарабия. За водене на военните действия в основните направления срещу Германия и Австро-Унгария се създават две висши оперативни формирования наречени фронтове. Насоченият за операции в Източна Прусия Северозападен фронт е под командването на генерала от кавалерията Яков Жилинский и включва руските 1-ва и 2-ра армии с общо 292 батальона, 167 ескадрона, 1140 оръдия и 66 самолета. Основните руски сили обаче формират Югозападния фронт, командван от генерала от артилерията Николай Юдович Иванов, и са насочени срещу Австро-Унгария. Този фронт включва руските 4-та, 3-та, 5-а и 8-а армии от общо 680 батальона, 589 ескадрона, 2310 оръдия и 42 самолета. Освен тези армии по-късно около Варшава започва да се формира и руската 9-а армия. Общо за 41-дневния период на мобилизация и съсредоточаване, до 9 септември за Югозападния фронт са превозени около 1,3 милиона руски войници.
Обратно на очакванията Русия успява да проведе мобилизацията и съсредоточението си по-бързо от предвижданията на германците и австро-унгарците, за което спомага и ситуирането на две пети от мирновременната ѝ армия в Полша.

### Руско нашествие в Източна Прусия
Началото на военните дейстия на Източния фронт е поставено с руското нахлуване в Източна Прусия. Поради поети по-рано ангажименти от страна на руската главната квартира и настояването на френското командване настъплението на 1-ва и 2-ра армия на руския Северозападен фронт започва преди мобилизацията им да е завършена. Задачата пред двете армии е да настъпят и разбият германската 8-а армия, като окупират Източна Прусия и превлекат значителни немски сили от Западния фронт с цел облекчаване положението на Франция.
На 17 август 1-ва армия преминава граница, като още в същия ден при Щалопюнен произлиза първото стълкновение между руските и немските войски. Тук началникът на германския 1-ви армейски корпус генерал Херман фон Франсоа използва лошата координация между силите на руската армия и успешно атакува във фланг руската 27-а пехотна дивизия, като нанася тежки жертви. Повлиян от този успех и от настояванията на генерал Франсоа, генерал Притвитц се съгласява да съсредоточи по-голямата част от 8-а армия на изток от град Гумбинен за атака срещу руската 1-ва армия, оставяйки един корпус да прикрива границата срещу руската 2-ра армия.
На 20 август корпусът на фон Франсоа пръв дава началото на битката, като атакува внезапно войските на генерал Павел Рененкампф. Няколко часа по-късно към него се присъединяват 17-и корпус на генерал Август фон Макензен и 1-ви резервен корпус на генерал Ото фон Белов. В завързалата се битка фланговите немски корпуси постигат известни тактически успехи, но 17-и корпус претърпява тежко поражение и е принуден да отстъпи в безпорядък. Обезпокоен от загубите в сражението и започналото междувременно настъпление на руската 2-ра армия, генерал Притвиц нарежда на цялата 8-а армия да прекрати сражението при Гумбинен и да отстъпи към река Висла. Началникът на оперативния отдел към щаба на армията подполковник Макс Хофман, за разлика от командира на армията е убеден, че руската 2-ра армия е в състояние да достигне Висла преди отстъпващите от Гумбинен немски части и предлага 8-а армия да се справи първо с надвисналата над тила ѝ руска опасност. За целта Хофман предлага нов план за прегрупиране и концентрация на немските сили. С помощта на други офицери Хофман успява да убеди Притвиц да последва този план, но това не успява да спаси постта на последния и на 22 август за нов командващ 8-а армия е назначен Паул фон Хинденбург с нов началник на щаба Ерих Лудендорф.
След Гумбинен руското командване остава с впечатлението, че немските сили са започнали отстъпление с намерение да изоставят Източна Прусия. Генерал Рененкампф не нарежда преследване на отстъпващите немски корпуси, а вместо това започва подготовка за обсаждане на крепостта Кьонигсберг. На 23 август пред руската 1-ва армия остава единствено една немска кавалерийска дивизия и отделни групи от ландвер. Командващият 2-ра армия генерал Александър Самсонов от своя страна настоява пред комадващия фронта генерал Жилинский и получава разрешение да пренасочи настъплението си от северна в северозападна посока с цел пресичане пътищата за отстъпление на немците. Така вместо да се приближат една към друга двете руски армии остават отделени на разстояние от 125 километра. Отделно от това навлезлия в лабиринта на Мазурските езера, отдалечил се от своята 2-ра армия, 2-ри корпус е подчинен на генерал Рененкампф, а на 1-ви корпус е наредено да пази левия фланг на армията при градчето Золдау, което оставя на Самсонов малко над три корпуса за осъществяване настъпление на един фронт с дължина 96 километра.
На 24 август настъпващият в центъра руски 15-и корпус се натъква на укрепилия се германски 20-и корпус. В започналото сражение на немския командир генерал фон Шолц е наредено на всяка цена да удържи на натиска, за да позволи на германските 1-ви резервен и 17-и корпус да заемат своите позиции. На 26 август Макензен и Белов атакуват руския 6-и корпус, който формира десния фланг на 2-ра армия, нанасят му тежко поражение и го принуждават да отстъпи в пълен безпорядък. Така позициите на руските 13-и и 15-и корпус остават незащитени от изток. Самсонов не узнава за случилото се в този ден и продължава настъплението. По същото време 1-ви корпус на генерал Франсоа започва да заема позициите си срещу левия фланг на 2-ра армия и на 27 август заедно с части от 20-и корпус атакува пространството между руските 1-ви, 23-ти и 15-и корпус, като успява да отхвърли първия на юг от Золдау. Така фланговете на руската 2-ра армия се оказват разбити и в отстъпление, но генерал Самсонов научава за това едва на 28 август, след което се присъединява към 15-и корпус, за да се информира лично за ситуацията. Условията за пълното обкръжаване на руските 13-и, 15-и и част от 23-ти корпус вече са налице и командващият 2-ра армия нарежда отстъпление. Осеяната с езера и блата местност, кръстосана от малко на брой и постоянно обстрелвани от немската артилерия пътища, прави отстъплението извънредно трудно и позволявят на германската армия да затвори обръча. На 30 август генерал Самсонов се самоубива, а всички руски опити да се пробие обкръжението пропадат. Битката при Таненберг завършва с почти пълното унищожение на руската 2-ра армия, като според немски източници 92 000 руски войника и 300 – 400 оръдия попадат в плен.
По време на таненбергското сражение руската 1-ва армия не оказва никаква помощ на генерал Самсонов, а след това ѝ е наредено да премине към отбрана. Рененкампф пропуска момента да настъпи срещу тила на немските войски и им позволява бързо да съсредоточат усилената с 2 корпуса от Западния фронт 8-а армия срещу собствените си сили, разположени на северозапад от Мазурските езера. На 7 септември част от немските сили започват настъплението си и правят опит да обходят руските позиции от юг, а два дни по-късно започва и общото настъпление по цялата линия. Първоначално Ренекампф удържа немската главна атака, но напредъкът на немските сили срещу левия му фланг и уюзвимото положение на този фланг, поради изтеглянето от генерал Жилинский на новоформиращата се руска 10-а армия на юг, го принуждават да нареди отстъпление. До 14 септември руснаците са изстласкани извън Източна Прусия и обратно в пределите на Руската империя. Няколкодневното сражение струва на 1-ва армия до 125 000 жертви и 150 пленени оръдия, но армията на генерал Рененкампф все пак успява да отстъпи в добър ред и да запази бойната си способност.
Краят на битката при Мазурските езера ознаменува и края на цялата руска Източно-пруска операция, в която германската армия отбелязва важна отбранителна победа. В хода на операцията руските войски претърпяват сериозно поражение и понасят тежки загуби, изчислявани между 250 000 и 310 000 убити, ранени, пленени и изчезнали, но те успяват да изпълнят една от главните си цели, като привличат немалки немски сили от Западния фронт, по време когато там се водят решителни сражения.

### Галицийската битка
Въпреки мащабните операции, които се водят в Източна Прусия, Галиция остава главното стратегическо направление от гледна точка и на руското главно командване, и на главните командвания на Централните сили. Именно тук се разгръща основната австро-унгарска групировка състояща се от 1-ва, 4-та и 3-та армия, разположени в този ред от изток на запад между градовете Краков и Лемберг. Левият фланг на тези сили се охранява от групата на генерала Хайнрих Кумер, а десния е поверен до пристигането на 2-ра армия на групата на генерал Херман Кьовеш фон Кьовешхаза.
На тези сили се противопоставя руския Югозападен фронт командван от генерал Николай Иванов и неговите 4-та (Залца), 5-а (Плеве), 3-та (Рузский) и 8-а армия (Брусилов). Зад тези войски, разположени от изток на запад по една линия дълга около 400 километра, се формира и руската 9-а армия около Варшава.
Плановете на двете страни разчитат на грабване на инициативата чрез бързи настъпления с големи сили, но са значително повлияни от неправилно и непълно разбиране за разположението на вражеските сили. Така началник-щаба на австро-унгарската армия Франц Конрад фон Хьотцендорф планира да настъпи на в Полша със своите 1-ва и 4-та армия, но силно недооценява размера на руските сили, които стоят на изток от неговата 3-та армия. Руският план от друга страна е изграден върху две предложения. Едното на началник-щаба на Югозападния фронт Михаил Алексеев за решително настъпление на руското дясно крило (4-та и 5-а армия) към Краков, с цел пресичане тила на предполагаемите главни австрийски сили струпани около Лемберг и другото на генерал-квартирмайстера на руската армия Юри Данилов за настъпление с лявото крило. Така почти по едно и също време Конрад и Иванов нареждат на лявото, съответно дясното, крило на армиите си да започнат настъпление.
На 23 август силите на австро-унгарската 1-ва армия и руската 4-та армия се срещат на изток от река Сан, където след няколкодневно сражение войската на генерал Данкъл нанася поражение на руснаците при Красник като ги принуждава да отстъпят и да се окопаят на юг от Люблин, оставяйки в плен 6000 войници и 28 оръдия. Вината за този тактически неуспех е стоварена върху барон Залца, който е заменен като командващ 4-та армия от генерал Алексей Еверт. Поради настъпилия смут в командването началникът на Югозападния фронт генерал Иванов настоява и получава съгласие от Ставка руската 9-а армия да бъде насочена от околностите на Варшава за операция срещу австро-унгарците. По този начин с действията си австрийците успяват за момента да отклонят опасността от руско нашествие надвиснала над германска Силезия.
След Красник двете страни очакват намесата на съседните свои армии. Командващият руската 5-а армия генерал Плеве получава нареждане да се намеси в бойните действия като удари със своите сили фланга и тила на победоносната армия на Данкъл. Руските корпуси напредват на югозапад в разпръснат ред и още на 26 август предните части на армията се сблъскват с австро-унгарската 4-та армия на генерал Ауфенберг. В рамките на три дни след това австрийците не само успяват да отблъснат левия фланг на 5-а армия, но и да я отделят от руската 4-та армия. Пред Ауфенберг се открива възможност да обгради централните руски корпуси около Комаров, за което получава на свое подчинение и допълнителните сили на XIV корпус, който е откъснат за целта от австро-унгарската 3-та армия. От своя страна Генерал Плеве осъзнава навреме опасността и на 30 август нарежда пълно отсъпление, което спасява армията му. Въпреки това битката при Комаров завършва с победа за австро-унгарците, а руснаците губят 20 000 пленени и около 100 оръдия.
Едновременно с тези първи сражения руските 3-та и 8-а армия настъпват в Източна Галиция. Между 26 и 28 август, на югоизток от Лемберг и при река Золота Липа протича първото голямо сражение между руснаци и австро-унгарци, в което руската 3-та армия на генерал Рузский постига победа над 3-та армия на генерал Брудерман. Въпреки успеха и значителното си числено превъзходство предпазливият руски командир позволява на австро-унгарците почти без затруднения да се оттеглят, като заемат нова отбранителна линия по река Гнила Липа, където са усилени с подкрепления от съсредоточаващата се 2-ра армия. Двете руски армии отново настъпват и в рамките на два дни разгромяват противниците си, като пленяват 20 000 войници и 70 оръдия. На 2 септември австро-унгарците евакуират Лемберг и отстъпват, а на следващия ден генерал Рузский влиза триумфално в града. След този успех Ставка нарежда на Рузский да поведе армията си на северозапад, за да затвори дупката между своята армия и руската 5-а армия, като охраната на столицата на Галиция е оставена на Брусилов и силите му.
Поради тежкото положение на 3-та армия, генерал Конрад фон Хьотцендорф променя плановете си и нарежда на 4-та австро-унгарска армия да осъществи с по-голямата част от силите си едно завъртане на 180 градуса и да се притече на помощ на Брудерман, който скоро е заменен като командващ от Светозар Бороевич. Разчитайки на бавното и целенасочено настъпление на руснаците около Лемберг и на разбирането си, че руската 5-а армия е сериозно пострадала от боевете, Конрад планира да удари на север руската 3-та армия във фланг и тил с армията на Ауфенберг и да използва пристигналата на фронта 2-ра армия, за да направи същото на юг с руската 8-а армия. Така той успява да осигури приблизително числено равновесие с двете руски армии, но то е постигнато за сметка на сигурността на лявото австро-унгарско крило – 1-ва армия и силите оставени да прикриват тила на 4-та армия.
На 6 септември започва решителното сражение между двете групировки. Напредващата на юг австро-унгарска 4-та армия се сблъсква с движещата се на север руска 3-та армия. Вместо като планирания флангов удар битката се превръща във фронтална атака за австро-унгарците, в която постепенно е въвлечена и съседната 3-та австро-унгарска армия. На Ауфенберг е наредено да удържи линията Рава Руска – Янов, но тилът на армията му е застрашен от два корпуса от възстановилата се от предишните боеве руска 5-а армия. Въпреки това генерал Конрад все още се надява, че има достатъчно време за очаквания удар на 2-ра армия срещу руската 8-а армия, но силите на генерал Брусилов удържат на натиска. Едновременно с развитието на това сражение австро-унгарската 1-ва армия, подкрепена от германския Ландверен корпус, е атакувана от възстановилите се руски 4-та и 5-а армия, към които вече се присъединява и 9-а армия. Изправен пред значително по-многоброен противник и изолиран от основните австро-унгарски сили Ауфенберг е принуден да нареди отстъплението на своята армия към река Сан. На 11 септември генерал Конрад е принуден да сложи край на т.нар. битка при Рава Руска и да нареди общо отстъпление към отвъд Сан на всички австро-унгарски армии. Това оттегляне се извършва в неорганизиран ред, но е улеснено от нежеланието на руснаците да предприемат енергично преследване.
Няколкоседмичната битка за Галиция завършва с внушителна руска победа. Австро-унгарската армия губи 250 000 убити, ранени и 100 000 пленени, което представлява около една трета от нейната ефективна бойна сила, докато руската армия дава 210 000 убити, ранени и 40 000 пленени. Руснаците също така губят 100 свои оръдия, но пленяват около 300 австро-унгарски оръдия. Загубата на по-голямата част от Галиция довежда и до обсадата на крепостта Пшемишъл с нейния гарнизон от 120 000 войници.

### Сраженията в Полша
Събитията в Галиция принуждават австро-унгарците да се обърнат с призив за помощ към своите съюзници. Германците, съзрели политическата необходимост от пряка намеса, откликват положително, но техните собствени проблеми на Западния фронт правят невъзможно прехвърлянето на подкрепления от там. Поради това германското върховно командване, което от 14 септември се намира под предводителството на новия началник на генералния щаб Ерих фон Фалкенхайн, решава да пристъпи към прегрупиране на изток наличните сили. В Източна Прусия германската 8-а армия е съкратена
до два армейски корпуса, които са усилени с ландвер и гарнизонни части, а четири от бившите ѝ корпуса (XI, XVII, XX и Гвардейския резервен) са прехвърлени в Силезия, където заедно с Ландверния корпус на Ремус фон Войрш съставят основните сили на новосъздадената 9-а армия. За командир на тази армия е назначен Паул фон Хинденбург, а негов началник-щаб остава Ерих Лудендорф, който още на 18 септември се среща с генерал Конрад фон Хьотцендорф, за да планира предстоящите действия. По време на тази среща се достига до съгласие за необходимостта от бързото отнемане на инициативата от руски ръце чрез съвместно настъпление на войските на Централните сили. За целта е прието 9-а армия да се съсредоточи на север от Краков и да настъпи, с подкрепата на австро-унгарската 1-ва армия, в долината на река Висла и тила на руските сили в Галиция.
Руското главно командване, начело с великия княз Николай Николаевич, също приема план за продължение на настъплението, в който като приоритет отново е поставено нахлуването в Германия, но този път осъществено с мащабна атака от околностите на Варшава към Силезия. За целта е подготвена концентрацията на групировка състояща се от руските 4-та, 5-а, 9-а и 2-ра армии, които трябва да прекосят Висла съответно при Ивангород и Варшава. Общата бойна численост на тези войски достига 520 хил. щикове и саби, подкрепени от 2400 оръдия. Общото командване на групировката е поверено на командващия руския Югозападен фронт генерал Николай Иванов, но това предизвиква напрежение в отношенията с новия командващ на руския Северозападен фронт генерал Рузский, който действа неохотно при разпорежданията за прехвърлянето на първоначално подчинената му 2-ра армия. Осъществяването на плана налага на генерал Иванов да започне от 24 септември оттегляне на руските сили от западната страна на река Сан и да ги насочи към местата им за съсредоточаване по източния бряг на Висла. Този мащабен маньовър отнема над три седмици и по едно или друго време снема от бойната линия общо 30 дивизии, докато всяка една от тях заеме своето определено място. Междувременно на руските 3-та и 8-а армии е наредено да блокират Пшемишъл и да отбраняват линията по река Сан.
Така стеклите се събития позволяват на австро-унгарските войски да се съвземат от поражението си и чрез поглъщане на пристигащи маршеви попълнения да възстановят силите си дотолкова, че повечето пехотни батальони отново разполагат с 800 до 1000 бойци в редовете си. Артилерията и изразходваните запаси от амуниции също са попълнени в огромната си част. Така към края на септември четирите полеви армии действащи срещу руснаците могат да хвърлят в бой 477 000 бойци пехотинци и 26 800 кавалеристи, подкрепени от 1578 оръдия. Към тях се присъединява и германската 9-а армия със своята бойна сила от 133 000 пехотинци, 8000 кавалеристи и 806 оръдия. Ударната групировка (9-а и 1-ва армии), която трябва да настъпи към Варшава, Ивангород и Сандомир разполага с общо 296 000 пехотинци, 18 000 кавалеристи и 1236 оръдия.
На 28 септември германците започват своето настъпление, като в следващите няколко дни успяват да поддържат темпо от изминати 30 километра на ден. На 4 октомври започва настъплението и на четирите австро-унгарски армии, част от които с напредъка си успяват само пет дни по-късно да достигнат Пшемишъл и да принудят руснаците да вдигнат обсадата на крепостта. Така една от главните цели на операцията – да се облекчи положението на австро-унгарците – е постигната. Междувременно достигналите околностите на Варшава германци откриват при тялото на убит руски офицер заповеди, разкриващи истинското разположение на руските армии и плановете за настъпление. В този контекст германското командване се отказва от намерението да превземе Варшава и поставя на първо място удържането на позициите си, държането на руснаците в града, докато германските усилия са насочени към разбиването на другите руски сили на юг, около крепостта Ивангород. За тази цел Лудендорф се обръща към австро-унгаците да удължат фронта си на север към крепостта, което поражда идеята за флангов удар с австро-унгарската 1-ва армия срещу пресичащите Висла при Ивангород руски войски. Между 22 и 26 октомври около крепостта се разиграват тежки боеве, при които руските войски успяват да използват численото си превъзходство и да осуетят вражеския план като австро-унгарската 1-ва армия е принудена да отстъпи, давайки 40 000 жертви. Междувременно Лудендорф е принуден да нареди отстъпление от Варшава, а опитите на южните австро-унгарски армии да прекосят река Сан се провалят. Към края на октомври войските на Централните сили са изправени пред нова мащабна руска офанзива и принудени да се оттеглят на почти същите позиции, от където са започнали настъплението си преди месец. Линията по река Сан е изоставена, а Пшемишъл и големият гарнизон на тази крепост са обсадени отново.
Окуражено от успеха на войските си руското главно командване очаква да продължи успешно настъплението си с три армии (1-ва, 2-ра и 5-а) към и дори в пределите на Германия. Руснаците обаче са забавени от липсата на развита железопътна мрежа в Западна Полша и от германското методично унищожение на пътища, мостове и жп линии при отстъплението на 9-а армия. От своя страна германците не остават пасивни и още на 1 ноември фон Хинденбург е повишен във фелдмаршал и назначен за „Върховен главнокомандващ всички германски войски на Изток“ (Oberbefehlshaber der gesamten Deutschen Streitkräfte im Osten или OberOst) като Ерих Лудендорф отново става началник на щаба му, а 9-а армия е поверена на генерал Аугуст фон Макензен.
Лудендорф налага нов план за действие, който предвижда бързото прехвърляне на по-голямата част на 9-а армия от района на Ченстохова по развитата германска железопътна мрежа да околностите на Торун, откъдето тя ще може да настъпи неочаквано към Лодз и фланга на настъпващите към Силезия руски войски. Този мащабен маньовър е осъществен в рамките само на пет дни до 10 ноември като междувременно австро-унгарците прехвърлят по-голямата част от своята 2-ра армия в пруска Силезия, за да осигурят нейната защита и възможност за нанасяне на по-ефективен двоен удар в концерт с германците. Руснаците получават своевременни сведения за появата на нови немски войски при Торун, но командването на Северозападния фронт и Ставка не им обръщат внимание, а предпочитат да продължат подготовката на голямото си настъпление, началото на което великият княз Николай Николаевич е предвидил за 14 ноември.
Германската 9-а армия започва своето настъпление на 11 ноември и бързо постига успехи срещу по-малочислените руски сили, които прикриват фланга на руската 2-ра армия, но представляват също крехката връзка между нея и руската 1-ва армия. Пробивът на германците им позволява да се вклинят в промеждутъка между двете армии и да се насочат с четири корпуса към важния град Лодз. Руските висши командни щабове реагират бавно на случващото, но към 15 ноември те вече имат ясна представа за опасността от вражеското настъпление и започват да предприемат сериозни ответни мерки. 2-ра и 5-а армия изоставят плана за нахлуване в германска Силезия и започват да прехвърлят силите си към Лодз, който е и тяхна основна логистична база, като след два дни на непрестанен марш техните корпуси не само достигат града, но дори изпреварват 9-а армия. В периметъра около Лодз германците се изправят пред седем корпуса, но в завързалото се тежко сражение техните атаки се провалят и към 22 ноември много от немските части се оказват с изчерпан запас от амуниции. Единствено усиленият корпус на генерал Райнхард фон Шефер, който действа на дясното германско крило, напредва значително на изток-югоизток от Лодз и дори създават опасност от обкръжаване и унищожаване на четири руски корпуса около града. Тази задача обаче се оказва непосилна поради малочислеността на германските сили. Генерал Рененкампф, подтикнат от началника на Северозападния фронт генерал Рузский, използва уязвимото положение на тези германски сили и изпраща войски от руската 1-ва армия да ударят тила и отрежат пътищата за отстъпление на Шефер. Поради създалата се сериозна опасност Макензен нарежда на подчинения си да отстъпи. Поради неуредици в руското командване, единствената сериозна пречка стояща на пътя на отстъпващите германци се оказва само една руска дивизия, която е разбита. На 22 и 23 ноември групата на Шефер успешно се изплъзва на север, за да достигне главните сили на 9-а армия, и въпреки много тежките понесени жертви отвежда със себе си 16 000 пленени в боевете руски войници.
След края на битката при Лодз руснаците не са в състояние да използват успеха си поради сериозния брой жертви и силно намалели запаси от амуниции. На този етап планираната офанзива срещу германска Силезия се оказва напълно неосъществима поради непрекъснато надвисналата от Източна Прусия опасност за фланга им. Междувременно германците са усилени с II, XIII, III и XXIV резервен корпус от Западния фронт, което усилва у генерал Рузский желанието да изтегли 2-ра, 5-а и 1-ва армии на лесна за отбрана линия по-близо до река Висла. Командващият Югозападния фронт генерал Иванов, чиито сили през цялото това време също водят тежки сражения с австро-унгарците около Краков и в Карпатите, протестира срещу тази идея, осъществяването на която би поставило в риск фланговете на неговите сили, но в крайна сметка тя е възприета от Ставка. На 6 декември русаците изоставят Лодз, като войските на Рузский заемат нови позиции по реките Бзура и Равка, на 56 километра на запад от Варшава. Към средата и края на същия месец тази нова линия е подложена на серия от фронтални германски атаки, които завършва с неуспех струвал на 9-а армия 100 000 жертви.